# Siirt (district)
Siirt (Koerdisch: Sêrt) is een Turks district in de provincie Siirt en telt 127.881 inwoners (2007). Het district heeft een oppervlakte van 283,9 km².
De bevolkingsontwikkeling van het district is weergegeven in onderstaande tabel.
| 1997   | 2000    | 2007    |
| ------ | ------- | ------- |
| 11.275 | 107.313 | 127.881 |